# Antoaneta Frenkeva
Antoaneta Nikolova Frenkeva (bugarski: Антоанета Френкева; Smoljan, 24. kolovoza 1971.) bugarska je plivačica prsnim stilom i osvajačica dvaju olimpijskih odličja s Olimpijskih igara 1988. u južnokorejaskom Seoulu. Sa svega sedamnaest godina osvojila je srebrno odličje na 100 i brončano odličje na 200 metara prsnim stilom.
Plivanjem se počela baviti s osam godina (1979.) pod vodstvom trenera Evelina Lazarova u svom rodnom gradu Smoljanu. Studirala je kineziologiju i plivanje na Športskoj školi sv. Ćirila i Metoda, a prvi nastup za bugarsku plivačku momčad ostvarila je 1986. dobrim nastupima na međunarodnim natjecanjima.
Jedina je bugarska plivačica s dvije osvojene olimpijske medalje i jedna od najuspješnijih športašica u vodenim športovima za Bugarsku. 1987. osvojila je europski plivački kup pobjedom na natjecanju u prsnim stilom. Sve te uspjehe ostvarila je pod vodstvom trenera Botka Trendafilova.
Frenkeva drži bugarski nacionalni rekord na 50 metara prsno postavljen u Blagoevgradu 1988., na vrhuncu njezine plivačke karijere.